# Alte Harzstraße
Die Alte Harzstraße ist die Altstraße von Goslar über Clausthal-Zellerfeld nach Osterode am Harz.

## Geschichte
Über den Ursprung und Erbauer der Straße ist nichts mehr bekannt. Archäologen vermuten den Ursprung weit vor dem Mittelalter, spätestens aber im 13. Jahrhundert mit der Expansion der Hanse und der Hansestädte Braunschweig, Goslar, Osterode, Duderstadt und Northeim. Auch der Oberharzer Bergbau soll dazu beigetragen haben. Die Orte Buntenbock und Lerbach liegen zwar etwas abseits der Route, sind aber vermutlich trotzdem aufgrund der Straße entstanden, genau wie Osterode-Freiheit oder Erbprinzentanne. Bereits um 1200 soll das Kloster Cella an der Alten Harzstraße, die auch als Pilgerpfad nach Rom genutzt wurde, gebaut worden sein.
Die erste urkundliche Erwähnung als „rechte Heerstraße“ stammt aus dem Jahr 1457. Die Breite wird auf zweieinhalb Meter geschätzt. Zum Ende des Mittelalters nahm der Handel und damit auch die Bedeutung der Straße ab. Auch aufgrund der vielen Kriege in dieser Zeit verkam die Straße in einen ziemlich schlechten Zustand. Da die Straße jedoch so praktisch angelegt war, begann man im 19. Jahrhundert mit dem Ausbau zur Chaussee. Ein Beleg aus dieser Zeit stammt von Heinrich Heine – er wanderte im September 1824 von Osterode nach Clausthal. Das Kopfsteinpflaster ist an nicht wenigen Stellen noch vorhanden. Doch auch die Chaussee verlor bald ihre Bedeutung, als man begann, den Harz und seine steilen Wege zu umfahren.
In den 1930er-Jahren wurde die damalige Fernverkehrsstraße 241 zwischen Goslar und Erbprinzentanne steigungsärmer parallel gebaut, seitdem wurde die eigentliche Alte Harzstraße mehr und mehr zu einem normalen Forstweg. Weiterhin wurde die spätere Reichsstraße zwischen Prinzenteich und Freiheit durch Lerbach gelegt (heutige K 426 bzw. Friedrich-Ebert-Straße); auch in Freiheit erhielt sie einen neuen Verlauf (Hauptstraße). Dabei entstanden die insgesamt zehn gefährlichen Serpentinen nördlich von Lerbach. Die Alte Harzstraße schnitt die neue Strecke einmal, und zwar in der von Clausthal aus gesehen dritten Serpentine. Dort zweigt heute die Bundesstraße vom ehemaligen Reichsstraßenverlauf ab und verläuft dabei als Ortsumgehung von Lerbach noch weitgehend anstelle der Alten Harzstraße.

## Verlauf

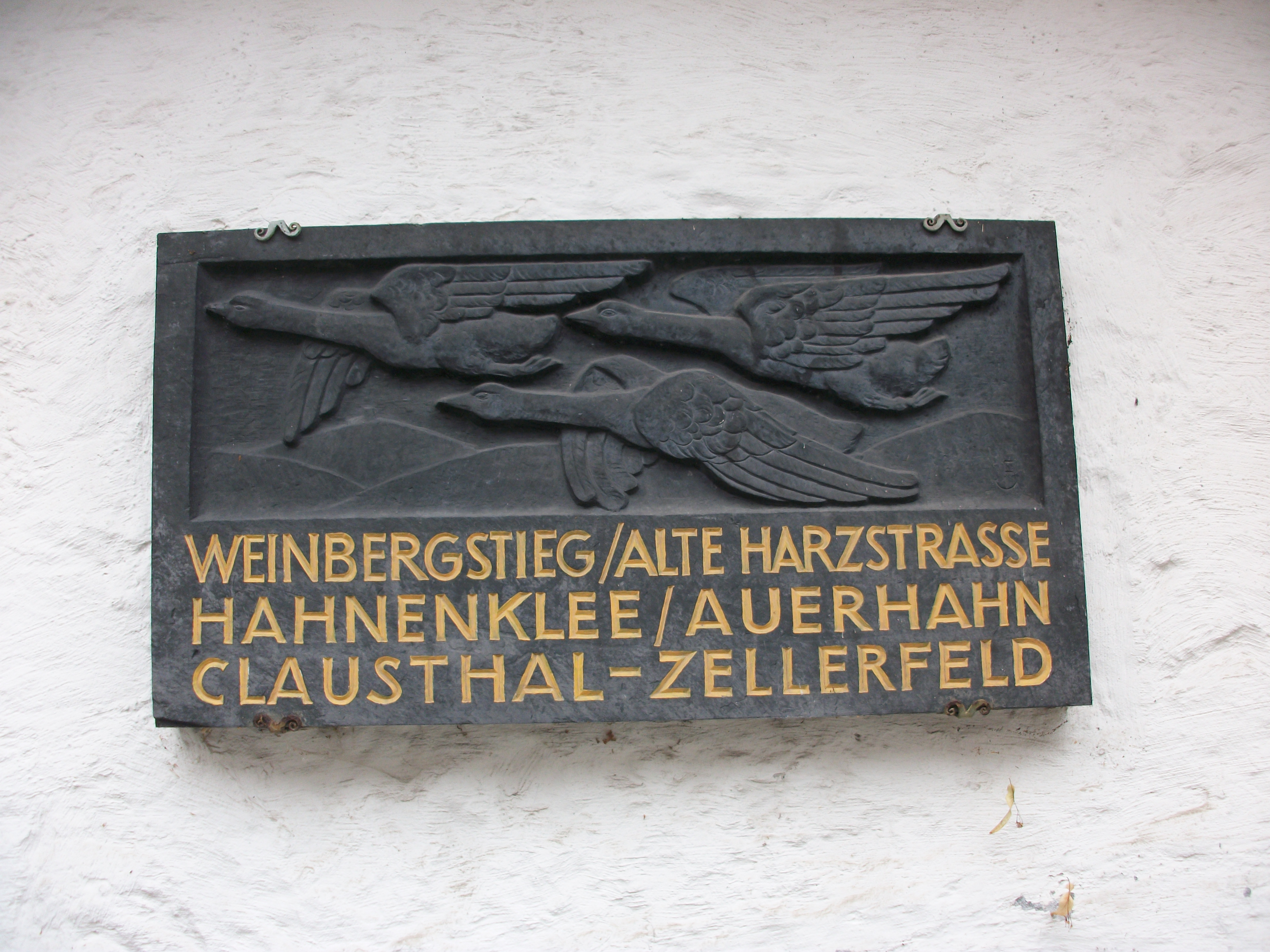
Goslar, Bergstraße (Tafel Alte Harzstraße)

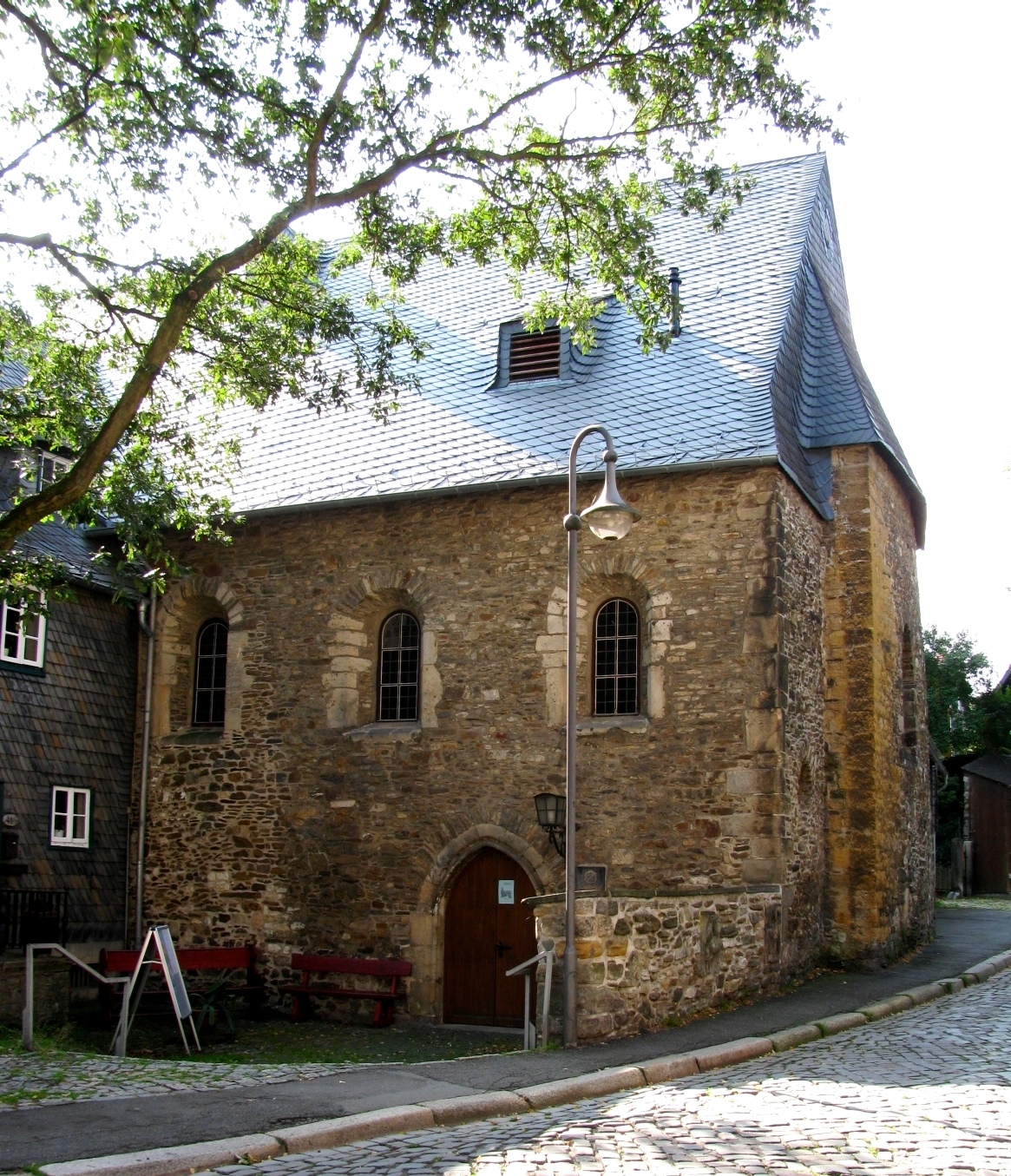
Ausgangspunkt der Alten Harzstraße war das Goslarer Klaustor mit der Klauskapelle

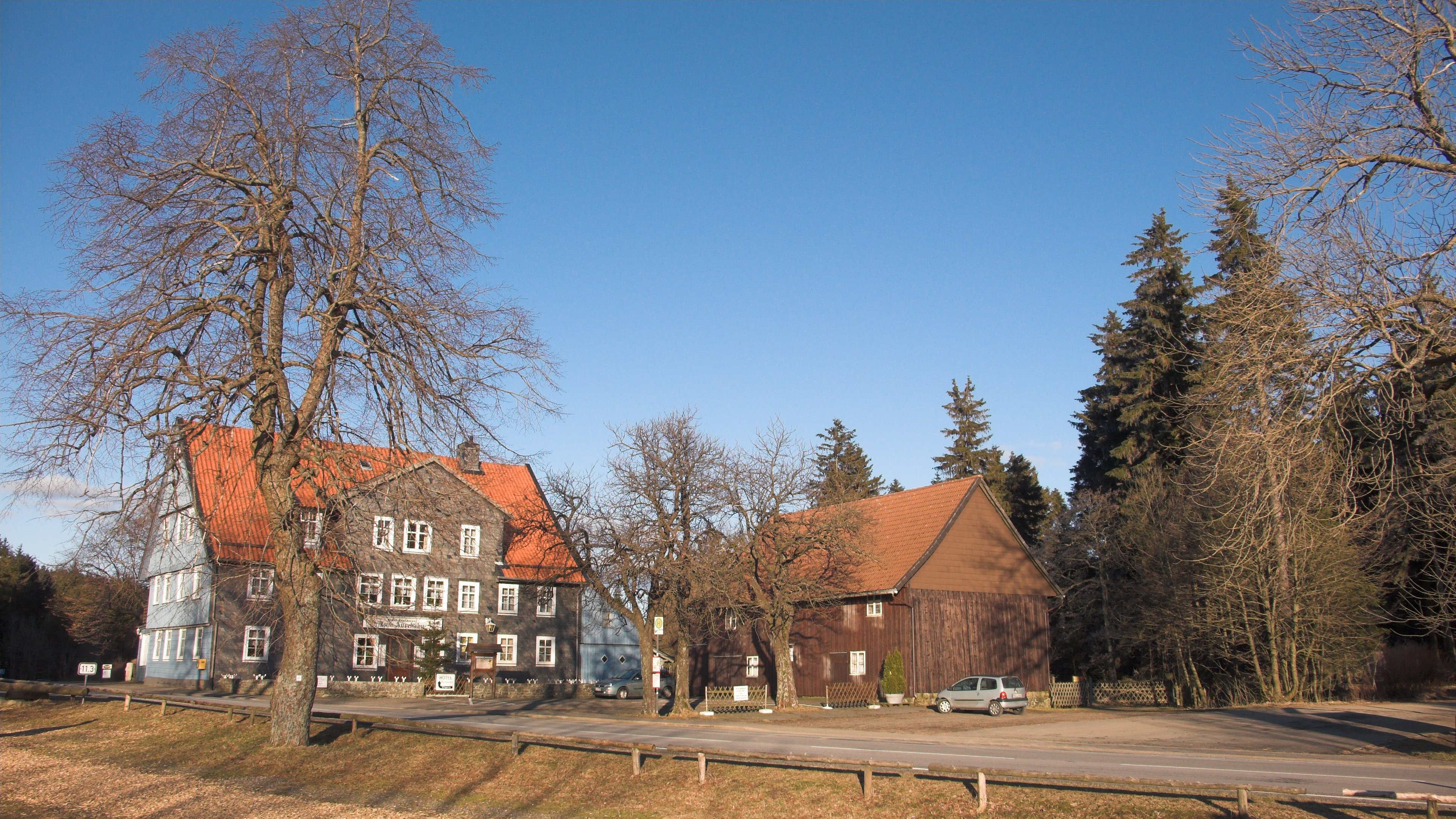
Am ehemaligen Gasthof Auerhahn erreicht die Alte Harzstraße ihren höchsten Punkt (636 m ü. NHN)

Von Goslar kommend führte die Trasse, genau wie die B 241 heute, im Gosetal südwestlich aus der Altstadt hinaus. Im Gegensatz zur Bundesstraße folgte die Alte Harzstraße jedoch nicht dem Gosetal, sondern führte weiter südwestlich auf den Glockenberg zu. An der Alten Pferdetränke teilt sich die Straße auf in den steilen, alten Verlauf, der heute nur noch ein Pfad ist, und den neueren Verlauf, der an einen Platz an der Ostseite des Glockenberges führte.
Nachdem sich die beiden Varianten wieder treffen, geht es weiter zur oberen der beiden Haarnadelkurven („Glockenbergkurve“) der B 241. Diese wird jedoch nur tangiert; die Alte Harzstraße führt geradewegs auf den Bocksberg zu. Etwa 500 Meter vor dessen Gipfel biegt sie südlich ab. Dann erreicht sie den ehemaligen Gasthof Auerhahn. Später legte man die heutige B 241 so, dass sie mitten über den Bergsattel und durch die Siedlung führt. Damit ist die Alte Harzstraße in diesem Abschnitt unterbrochen.
Hinter der Siedlung führt sie in einem leichten Bogen weiter, nicht weit entfernt vom Oberen Kellerhalsteich. Kurz hinter dem Parkplatz „Alte Harzstraße“ trifft sie wieder auf die B 241 und wurde auf 250 Metern Länge ersetzt. Die Bundesstraße führt dann weiter zur Südseite des Großen Kellerhalsteiches und dann zur Ostseite des Unteren Kellerhalsteiches, wohingegen die Alte Harzstraße direkt zur Westseite des Unteren Kellerhalsteiches läuft. In diesem Bereich kann man mitunter noch auf dem freigelegten Fels Spuren der eisenbeschlagenen Räder erkennen. Bis zur heutigen Siedlung Erbprinzentanne laufen dann beide Straßen parallel, danach wurde die Alte Harzstraße zur B 241 ausgebaut. Östlich den Stadtweger Teich tangierend, führt die Straße geradewegs durch Zellerfeld auf den Eulenspiegler Teich zu.
Hinter dem alten Bahnhof Clausthal-Zellerfeld an der Oberharzbahn führte die Straße nach Clausthal hinein. Im Gegensatz zu Zellerfeld wird Clausthal heute umgangen, wobei der alte Straßenverlauf durch die Stadt immer noch als extreme Abkürzung gilt. Der alte Verlauf sind die heutigen Straßen „Zellbach“, „Kronenplatz“, „Adolph-Roemer-Straße“, „An der Marktkirche“ und „Osteröder Straße“. Hier liegt auch die Kreuzung mit der Harzhochstraße, ebenfalls einer Altstraße, welche damals eher unter den Namen Heidenweg und Königsweg bekannt war und der heutigen B 242 entspricht. Die Alte Harzstraße bzw. ehemalige B 241 setzt ihren geraden Verlauf südsüdwestlich fort und vereinigt sich kurz vor dem Ortsausgang Clausthals wieder mit der heutigen B 241. Vorbei an Buntenbock, verlässt die Alte Harzstraße nahe dem Prinzenteich den Verlauf der B 241. Weiter südwestlich führend, trifft sie an der Kreuzung mit der K 426 wieder auf die B 241, wo sich damals das Chausseehaus Heiligenstock befand. Im Folgenden wurde die Alte Harzstraße wieder von jener überbaut. Dann führt sie als Wohnstraße „Obere Harzstraße“ ein Stück durch Lerbach, kreuzt die B 241 und erreicht Freiheit. Das Restaurant „An der alten Harzstraße“ passierend, verläuft sie am nordwestlichen Freiheiter Ortsrand. Auf Höhe des Schützenplatzes wird sie zur Wohnstraße „Alte Harzstraße“ und erreicht dann als „Johannisvorstadt“ und „Johannistorstraße“ die Osteroder Altstadt.